# Dyrżawno pyrwenstwo w piłce nożnej (1936)
Dyrżawno pyrwenstwo (1936) było 12. edycją najwyższej piłkarskiej klasy rozgrywkowej w Bułgarii. W rozgrywkach brało udział 12 zespołów. Tytułu nie obroniła drużyna SK Sofia. Nowym mistrzem Bułgarii został zespół Slawia Sofia.

## 1. runda
- Wiktoria 23 Widin – Pobeda 26 Plewen 4 – 2
- Lewski Ruse – Panajot Wołow Szumen 3 – 0
- Krakra Pernik – Hadżi Slawczew Pawlikeni 2 – 1
- Georgi Drażew Jamboł – Urli Harmanli 8 – 0

## Ćwierćfinały
- Lewski Ruse – Krakra Pernik 0 – 1
- Georgi Drażew Jamboł – Botew Płowdiw 1 – 0
- Ticza Warna – Lewski Burgas 1 – 0
- Wiktoria 23 Widin – Slawia Sofia 1 – 6

## Półfinały
- Slawia Sofia – Georgi Drażew Jamboł 6 – 0
- Ticza Warna – Krakra Pernik 1 – 0

## Finał
- 18 października 1936:
Slawia Sofia – Ticza Warna 2 – 0

Zespół Slawia Sofia został mistrzem Bułgarii.